# Reinier Cornelis Bakhuizen van den Brink

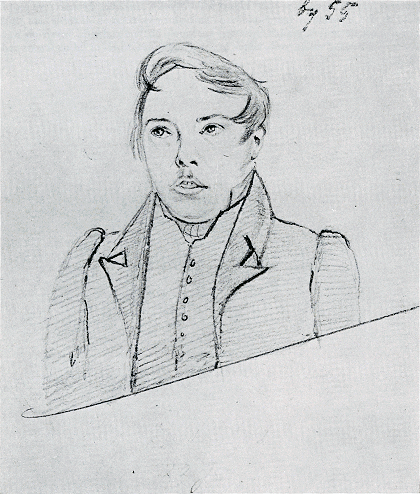
Bakhuizen van den Brink tijdens zijn studietijd in Leiden, ca. 1831

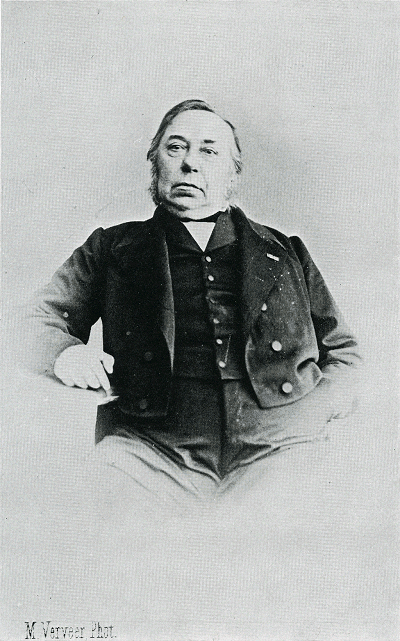
Bakhuizen van den Brink
(foto door Maurits Verveer)

Reinier Cornelis Bakhuizen van den Brink (Amsterdam, 28 februari 1810 – Den Haag, 15 juli 1865) was in zijn tijd een van de invloedrijkste intellectuelen in Nederland. Als literatuurcriticus, filosoof en historicus wierp hij zich op voor de moderne, liberale samenleving die gekenmerkt wordt door democratie, individuele vrijheid en debat. 

## Leven
Reinier Cornelis Bakhuizen van den Brink werd op 28 februari 1810 in Amsterdam nabij de Westerkerk geboren. In het ouderlijk huis aan de Rozengracht is de rijke traditie van de Amsterdamse gegoede burgerij sterk vertegenwoordigd. De vader van Reinier Cornelis was een kleinzoon van de Hollandse zee- en luchtschilder Ludolf Bakhuizen en was eigenaar van een bloeiend handelskantoor. Zijn moeder was een vrome en diepgelovige vrouw van hervormde signatuur die de pasgeborene voorbestemde tot predikant van de Nederlandse Hervormde Kerk.
Bakhuizen van den Brink doorliep het gymnasium in Amsterdam en studeerde theologie en filologie in Amsterdam en Leiden. Hij promoveerde in 1842 aan de Leidse universiteit op een proefschrift over Griekse en Romeinse filosofie. Na zijn promotie reisde hij door Europa, waar hij archieven en bibliotheken bezocht in diverse Duitse steden (onder andere Bonn en Wolfenbüttel), Wrocław, Praag, Wenen, Brussel en Luik. Die reis door Europa vanaf oktober 1843 was overigens deels een vlucht vanwege speelschulden. Op 6 januari 1850 werd een akkoord van Van den Brink met zijn schuldeisers door de Amsterdamse rechtbank bekrachtigd en was de weg vrij voor een terugkeer naar Nederland. In 1851 werd hij op voordracht van Thorbecke aangesteld als ambtenaar bij het Rijksarchief in Den Haag.

## Cultuur en maatschappij
Als literatuurcriticus en (mede)oprichter van De Gids introduceerde hij in de jaren 1830 de moderne literatuurkritiek in Nederland. Hij nam afstand van het toen dominante en conservatieve cultureel nationalisme. Van de cultuur werd verwacht dat het de Hollandse tradities en waarden uitdroeg, zoals praktische godsdienstigheid en een bescheiden realiteitszin. In esthetisch opzicht werd de cultuur beoordeeld naar de ‘goede smaak’ van de classicistische school. Dit dominante classicisme, dat werd beleden in de vele culturele genootschappen waarin de burger zich had georganiseerd, legde allerlei vormvoorschriften op die in de antieke kunst geworteld zijn. Wat de ‘goede’ met de ‘nationale smaak’ gemeen had, was de eerbied voor het traditionele, het antiquarische. Kunst was volgens deze opvatting oefening en beheersing van techniek. Originaliteit en vernieuwing waren geenszins kwaliteiten die met kunst werden geassocieerd. 
Bakhuizen stelde daar de moderne literatuurkritiek tegenover, waarin literatuur niet werd beoordeeld aan de hand van een vaststaande cultuurstandaard, maar zou worden afgemeten aan de waarde die het werk kan hebben voor de eigen tijd en de nieuwe inzichten over mens en samenleving die het genereert. Hij riep jonge auteurs op niet langer de klassieke standaard te volgen, maar een persoonlijke stijl te ontwikkelen en de moderne tijd als uitgangspunt te nemen. Hij wees daarbij op de verantwoordelijkheid van de kunstenaar de werkelijkheid die hij aantreft kritisch te bezien en met zijn idealen te confronteren. Daartoe was het noodzakelijk vooral ook kennis te nemen van de eigentijdse romantische en realistische literatuur uit het buitenland.

## Moderne filosofie
Als universitair docent in de filosofie vroeg Bakhuizen aandacht voor de nieuwe filosofische stromingen van het idealisme en neohumanisme in Duitsland. Friedrich Schleiermacher en  Georg Wilhelm Friedrich Hegel waren zijn grootste stokpaardjes. Bakhuizen brak radicaal met de in Nederland nog alom heersende christelijke moraalleer en stelde daar een wetenschappelijke en op de individuele mens en maatschappij georiënteerde ethiek tegenover. Voor deze nieuwe ethiek was niet langer de Bijbel het uitgangspunt, maar werden uit psychologische en sociologische inzichten in het functioneren van mens en samenleving algemene waarden en normen afgeleid.

## Archivaris
Tussen 1854 en 1865 was Bakhuizen van den Brink verantwoordelijk voor het Rijksarchief in Den Haag.